# Jiří Švejcar
Jiří Švejcar (* 10. Januar 1926 in Bratislava, Tschechoslowakei; † 8. April 2013) war ein deutsch-slowakischer Mediziner und Humangenetiker. 
Jiří Švejcar studierte an der Karls-Universität Prag und wurde dort 1950 zum MUDr. und in chemischen Wissenschaften zum CSc. promoviert. Er kam 1967 als Stipendiat an die Johann Wolfgang Goethe-Universität Frankfurt am Main und leitete von 1967 bis 1977 als Geschäftsführender Direktor das Institut für Humangenetik. 1973 wurde er zum Professor an der Goethe-Universität ernannt. 1989 wurde er emeritiert. 